# Mentholatum

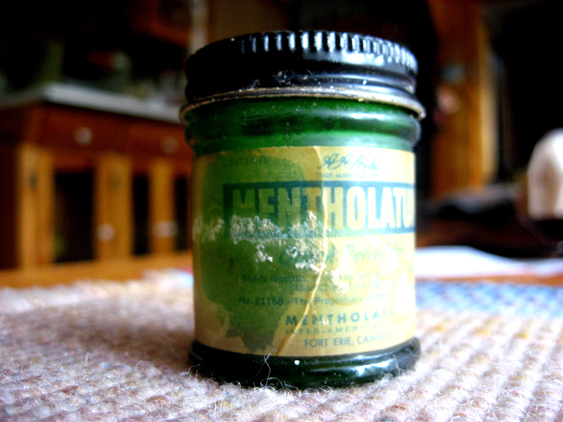
Vieja botella de Mentholatum.

Mentholatum, oficialmente The Mentholatum Company, Inc., es una empresa estadounidense fundada en 1889 por Albert Alexander Hyde, que elabora productos farmacéuticos que no tienen prescripción médica. En 1988 fue comprada por la empresa japonesa Rohto Pharmaceutical Co.. Dentro de la gama de productos Mentholatum los más conocidos a nivel mundial son sus ungüentos, bálsamos labiales y cremas para dolores musculares.
En Hispanoamérica los productos Mentholatum son vendidos en Chile, Colombia, Costa Rica, Ecuador, El Salvador, Guatemala, Honduras, México, Nicaragua, Panamá, Paraguay, Perú, República Dominicana y Uruguay.
El ungüento Mentholatum, particularmente popular en países como Chile y Perú, ha derivado en una palabra para denominar a las personas que realizan múltiples funciones. En la cultura popular, un personaje de la tira cómica chilena Barrabases lleva el nombre de Mentholatum.